# Râul Vâja
Râul Vâja este un curs de apă, afluent al râului Bistrița, în județul Gorj.

## Hărți
- Harta Munților Vâlcan  Arhivat în 15 iunie 2011, la Wayback Machine.